# ダニエル・アルマンド・リオス
ダニエル・リオス（Daniel Ríos、1995年2月22日 - ）は、メキシコ出身のプロサッカー選手。ポジションはFW。メジャーリーグサッカー・シャーロットFC所属。

## クラブ経歴
CDグアダラハラのアカデミーで育成され、2015年2月にトップチームデビュー。
2015年12月、リーガ・デ・アセンソのコラス・デ・ナヤリットFCに期限付き移籍。
2018年11月、ユナイテッドサッカーリーグのナッシュビルSCに移籍。

## タイトル

### クラブ
CDグアダラハラ
- コパ・メヒコ: Apertura 2015[3]
- スーペルコパ・MX: 2016[4]